# Jesús Antonio Leal
Jesús Antonio Leal Bernal (Culiacán, Sinaloa, México, 18 de diciembre de 1992), conocido también como Jesús Leal. Es un futbolista mexicano. Juega como centrocampista en el Cimarrones de Sonora, del Ascenso MX.

## Biografía
Nació en Hermosillo, Sonora, México. En 2013 debutó con el Club América. El canterano americanista, de 21 años, que ha luchado y peleado para estar en el primer equipo.

## Trayectoria
Empezó su trayectoria en el club desde las fuerzas básicas hasta llegar al primer equipo, siendo tetracampeón conClub América S20, quedando también campeón con el primer equipo del América en el torneo apertura 2014, comenzó distinguiéndose por su velocidad y agilidad y su buena técnica se vino convirtiendo en una promesa americanista. Desde pequeño él ha jugado con clubes pequeños en su ciudad. Y ocupa 2 posiciones. En octubre del 2013 llegó su debut en primera división con este mismo club estando al mando del entrenador Miguel "el piojo" Herrera. Debido a los pocos minutos que iba a tener, lo mandan prestado a Cimarrones en el ascenso.

## Clubes
| Club                   | País           | Año             |
| ---------------------- | -------------- | --------------- |
| Club América           | México         | 2013 - 2015     |
| Cimarrones de Sonora   | México         | 2015 - 2018     |
| Real Monarchs (cedido) | Estados Unidos | 2016 - 2017     |
| Potros UAEM            | México         | 2019            |
| Real Estelí            | El Salvador    | 2019            |
| Coras de Nayarit       | México         | 2020 - Presente |

## Palmarés

### Campeonatos nacionales
| Título           | Club         | País   | Año  |
| ---------------- | ------------ | ------ | ---- |
| Primera División | Club América | México | 2013 |
| Primera División | Club América | México | 2014 |

### Títulos internacionales
| Título                  | Club         | País   | Año     |
| ----------------------- | ------------ | ------ | ------- |
| Concacaf Liga Campeones | Club América | México | 2014-15 |